# Takeshi Handa
Takeshi Handa (japanisch 半田 武嗣 Handa Takeshi; * 26. Juni 1985 in Kasuga) ist ein japanischer Fußballspieler.

## Karriere
Handa erlernte das Fußballspielen in der Jugendmannschaft von JEF United Chiba und der Universitätsmannschaft der Kokushikan-Universität. Seinen ersten Vertrag unterschrieb er 2009 beim FC Machida Zelvia. Der Verein spielte in der dritthöchsten Liga des Landes, der Japan Football League. Für den Verein absolvierte er 18 Ligaspiele. 2011 wechselte er zum Ligakonkurrenten MIO Biwako Shiga. Für den Verein absolvierte er 62 Ligaspiele. 2013 wechselte er zum Ligakonkurrenten Blaublitz Akita. Am Ende der Saison 2013 stieg der Verein in die J3 League auf. Für den Verein absolvierte er 69 Ligaspiele.